# Genomski projekt
Genomski projekt je znanstveni pothvat čiji je krajnji cilj odrediti cijeli genski niz jednog organizma, bilo da je virus, Archaea, bakterija, protist, gljiva ili viša biljka, životinja, te anotirati gene koji kodiraju bjelančevine i ine važne osobine koje kodira genom. 
Genomski niz organizma sadrži skupne nizove DNK svakog kromosoma u organizmu. Ako se radi o bakteriji koja ima jedan kromosom, genomski će projekt ciljati mapirati niz tog kromosoma. Kod ljudske vrste čiji genom čine dvadeset i dva para autosoma i dva spolna kromosoma, potpuni će genomski niz sadržavati četrdeset i šest odvojenih kromosomskih nizova.
Veliki potencijal za brojne medicinske i komercijalne razvoje ima Projekt humanog genoma, miljokaz u bioznanostima koji je već ostavio veliki trag.